# أحمد لخريف
أحمد لخريف ( 1954) هو سياسي مغربي، شغل منصب وزير الدولة للشؤون الخارجية في حكومة عباس الفاسي بين عامي 2007 و2008. فُصل من منصبه في 22 ديسمبر 2008 عندما حصل على الجنسية الإسبانية. وهو عضو في المجلس الملكي الاستشاري للشؤون الصحراوية (CORCAS). وهو عضواً في حزب الاستقلال، يشغل حالياً منصب نائب رئيس مجلس بلدية مدينة. العيون منذ انتخابه عام 1983، مشارك في عدة اجتماعات في العديد من عواصم العالم للدفاع عن وحدة أراضي المملكة ضمن عدة وفود وطنية.

## حياته
ولد أحمد لخريف عام 1954 في مدينة السمارة، وهو من أب آيتوسي ومن أم ركيبية إلى أنه ينسب نفسه لقبيلة الركيبات. نشأ في مدينة السمارة حيث أكمل المرحلة الابتدائي ثم واصل دراسته الثانوية في مدينة العيون، بعدها حصل على إجازة في الفلسفة من جامعة كومبلوتنسي بمدريد عام 1976. من عام 1976 إلى 1978، عمل مدرسًا للغة الإسبانية في مدرسة "لاباز" ضمن البعثة الثقافية الإسبانية في مدينة العيون، ثم شغل منصب مدير مدرسة فيها من عام 1978 إلى 1986. بعدها، عُيّن مندوبًا إقليميًا لوزارة السياحة في المدينة حتى عام 1997. منذ ذلك العام، أصبح عضوًا في مجلس المستشارين، كما شغل عضوية لجنة العلاقات الخارجية والدفاع، وكان نائب رئيس مجموعة الصداقة المغربية الإسبانية.
كما أنه عضو في المجلس الوطني واللجنة المركزية لحزب الاستقلال، وتقلد عدة مناصب على المستوى المحلي، منها رئاسة الجمعية الجهوية للأعمال الاجتماعية والثقافية والرياضية في مدينة العيون منذ عام 1996، إضافة إلى ترؤسه مجلس إدارة بيت المواطن بالعيون.
في 15 أكتوبر 2007، عُيّن وكيلاً للدولة لدى وزير الخارجية والتعاون في حكومة عباس الفاسي، لكن في 23 أكتوبر 2008، أعفاه الملك محمد السادس من منصبه بعد حصوله على الجنسية الإسبانية.

## أنظر أيضًا
- حكومة المغرب